# Peter Carl Bouché
Peter Carl Bouché ( o Peter Karl Bouché; 21 de julio de 1783, Berlín - 27 de febrero de 1856, ibíd.) fue un horticultor, botánico y escritor alemán de planificación de jardines y de temas botánicos.

## Vida y obra
Peter Carl Bouché perteneció a la dinastía berlinesa de horticultores de los Bouché. Era el hijo mayor de Jean David Bouché (1747-1819), hermano de Carl David Bouché (1782-?) y de Peter Friedrich Bouché (1785-1856), y padre de Carl David Bouché (jun.) (1809-1881) y de Karl Emil Bouché (1822-1882).
Fue miembro fundante de la "Sociedad de Jardineros del Real Gobierno de Prusia", en 1822.
Peter Carl Bouché adquiere una propiedad en la calle Jakobstraße 3-4 (hoy 18-19), para formar una empresa de viveros, pero posteriormente la vende, y se asocia con su hermano Peter Friedrich Bouché para continuar con el negocio de los jardines de su padre. Ambos hermanos introducen en Berlín, muchas especies exóticas como el gomero (Ficus elastica), la japonesa camelia (Camellia japonica) y Oleander (Nerium oleander splendens), novedades para el cultivo en la región.
Además de esta actividad comercial, será agregado docente botánico; y posteriormente alumno de Carl L. Willdenow en Botánica. Y además con él participó de excursiones botánicas al Margraviato de Brandeburgo, ayudando a descubrir nuevas especies. Con otros botánicos contemporáneos, como Kunth, Schlechtendal, Chamisso mantuvo correspondencia. 
Además de trabajar con la cebolla, fue un estudioso del género de las achira (Canna), llegando a poseer 120 especies.

## Honores
En honor de los hermanos Peter Carl y Peter Friedrich Bouché, su colega Chamisso designa al género Bouchéa de la familia Verbenaceae. Kunth en 1842 designa a Mygalum bouchéanum (hoy Ornithogalum bouchéanum, Asch. 1866); Gladiolus bouchéanus Schltdl. 1832  (hoy G. palustris Gaud.).
- La abreviatura «Bouché» se emplea para indicar a Peter Carl Bouché como autoridad en la descripción y clasificación científica de los vegetales.[1]

## Algunas publicaciones
- Über die Kultur der Zwiebelgewächse (Acerca del cultivo de cebollas), 1837. El texto lleva las designaciones clasificatorias como „D. C. P. Bouché“, y fueron asignadas post Wimmer, de manera inambigua por Peter Carl Bouché
- Carl Paul Bouché: Der Zimmer- und Fenstergarten (Jardines e Invernáculos, 1. Ed. 1808; y el 2 de 1811. ergänzt um eine Anweisung zur Blumentreiberei und zu einer für alle Monate geordneten Behandlung der in diesem Werke vorkommenden Gewächse.; el 3 de 1817; el 5 de 1821; 6. Auflage nochmals Vermehrt durch einen Anhang: Betrachtungen über den Stadtgarten oder Anweisung zur möglichsten Benutzung der Räume hinter und zwischen Gebäuden in Städten, Berlín: Nauck, 1833. Anmerkung: Laut Angaben im Buch selbst stammt dieses in der ersten Hälfte des 19. Jahrhunderts weitverbreitete Werk (damals das einzige seiner Art, insgesamt 8 Auflagen, sogar eine schwedische Übersetzung: „Fönster-Trädgården“) von „P.C. Bouché“, es wird aber aufgrund identischer Lebensdaten teilweise auch Jean David Bouché als wahrer Autor vermutet. Peter Carl Bouché ist nur der Herausgeber der erweiterten späteren Auflagen (ab der 2. Auflage ist sein Name vermerkt).
- sieben Beiträge in der von Schlechtendal herausgegebenen botanischen Zeitschrift Linnaea, teils lateinisch.
- Auch über Canna verfasste er 1833 und 1844 Abhandlungen, starb jedoch, bevor er sein ganzes Wissen veröffentlicht hatte.